# سیارک ۲۳۹۲۸
سیارک ۲۳۹۲۸ (به انگلیسی: 23928 Darbywoodard، نامگذاری:1998ST160) بیست و سه هزار و نهصد و بیست و هشتمین سیارک کشف شده‌است که در ۲۶ سپتامبر ۱۹۹۸ کشف شد.
قدر مطلق سیارک برابر ۱۴.۱ است.